# Iouri Temirkanov
Iouri Khatouïevitch Temirkanov (en russe : Юрий Хатуевич Темирканов, ISO 9 : Ûrij Hatuevič Temirkanov), né le 10 décembre 1938 à Naltchik dans la République socialiste soviétique autonome kabardino-balkare et mort le 2 novembre 2023 à Saint-Pétersbourg (Russie), est un chef d'orchestre russe d'origine tcherkesse.

## Biographie
Iouri Temirkanov commence à apprendre la musique à l'âge de 9 ans, et à 13 ans, il fréquente une école pour enfants talentueux à Leningrad où il apprend le violon et l'alto. Diplômé en 1965, il remporte l'année suivante le concours national soviétique de direction d'orchestre. Il est alors invité par Kirill Kondrachine à faire une tournée en Europe et aux États-Unis avec le violoniste David Oistrakh et l'Orchestre philharmonique de Moscou.
Il fait ses débuts avec l'Orchestre philharmonique de Leningrad en 1967 ; c'est alors que Ievgueni Mravinski, le directeur musical de l'orchestre, en fait son chef assistant. En 1968, il devient chef principal de l'Orchestre symphonique de Leningrad ; il le demeure jusqu'à ce qu'il soit nommé en 1976 directeur musical de l'Opéra et du Ballet du Kirov.
En 1988, il succède à Ievgueni Mravinski à la tête de l'Orchestre philharmonique de Leningrad, rebaptisé Orchestre philharmonique de Saint-Pétersbourg en 1991.
En dehors de ses fonctions de chef d'orchestre en Russie, il a régulièrement dirigé le Royal Philharmonic Orchestra depuis 1978, et l'Orchestre symphonique de Baltimore de 1998 à 2006. Il a également dirigé des orchestres à New York, Philadelphie, San Francisco, Rome et l'Orchestre national de France. À partir de 1988, il est également chef invité principal de l'Orchestre symphonique national du Danemark.

## Décorations
- Ordre de Lénine (1983)
- Ordre du Mérite pour la Patrie 1re classe (2008)
- Commandeur de l'ordre de l'Étoile d'Italie (2 mai 2012)

## Hommages
L'astéroïde (6432) Temirkanov, découvert en 1975, est nommé en son honneur.